# Overtime
Overtime is een nummer van de Britse band Level 42 uit 1991. Het is de tweede single van hun negende studioalbum Guaranteed.
Het nummer was minder succesvol dan voorganger Guaranteed. Waar de voorganger nog een top 20-hit werd in het Verenigd Koninkrijk en Nederland, bereikte "Overtime" slechts de 62e positie in het Verenigd Koninkrijk en bleef een notering in de Nederlandse Top 40 uit. Wel bereikte het in Nederland de 18e positie in de Tipparade.

## Tracklijst
1. "Overtime" - 3:50
2. "At This Great Distance" - 4:40